# W Boutique
W Boutique (hebr. מגדל W Boutique, מגדל דבליו בוטיק) – wieżowiec na osiedlu Park Cammeret we wschodniej części miasta Tel Awiw, w Izraelu.

## Historia
We wrześniu 2002 zatwierdzono plan budowy osiedla Park Tzameret, w skład którego miało wejść 12 mieszkalnych drapaczy chmur. Kompleks mieszkalny był wzorowany na podobnych projektach realizowanych w Londynie i Paryżu. Budowa wieżowców rozpoczęła się w 2005.
W 2009 rozpoczęła się budowa kompleksu trzech wieżowców Habas Park Tzameret, położonych w południowej części osiedla. W skład tego kompleksu weszły wieżowce: W Boutique, B.S.R. Tower 2 (wysokość 101 metrów) i B.S.R. Tower 3 (wysokość 101 metrów).

## Dane techniczne
Budynek liczy 31 kondygnacji, wysokość wynosi 106 metrów.
Wieżowiec jest budowany w stylu modernistycznym. Wzniesiono go z betonu.
Wieżowiec jest wykorzystywany jako luksusowy budynek mieszkalny.